# Maria van Oosterwijck
Maria van Oosterwijck, ook Oosterwyck, (Nootdorp, 20 augustus 1630 – Uitdam, 12 november 1693) was een Nederlandse kunstschilder uit de barokperiode, die gespecialiseerd was in gedetailleerde stillevens.

## Loopbaan

### Jeugd
Van Oosterwijck werd geboren in Nootdorp, nabij Delft, als derde kind van predikant Jacobus van Oosterwijck en zijn vrouw Adriana Lambrechts van Linschoten. Één kind overleed op jonge leeftijd, waarna ze met haar oudere zus Geertruyt en jongere broer Lambertus opgroeide. Nadat haar moeder in 1636 overleed, verhuisde het gezin Van Oosterwijck naar Voorburg, waar vader Jacobus werkte. Hij hertrouwde in 1643 met Maria Jansdochter Cloetingh, afkomstig uit een bekende Delftse boekdrukkersfamilie.

### Opleiding en doorbraak
Een tante van Maria van moederskant was in 1637 getrouwd met Hendrik van Beijeren, vader van de stillevenschilder Abraham van Beijeren. Mede door het contact met Abraham en zijn vrouw Anna van den Queborn, die ook kunstenares was, ontwikkelde Maria haar talent voor tekenen. Waarschijnlijk woonde en werkte ze vanaf ca. 1656 in een atelier aan de Voorstraat in Delft, samen met eerder genoemde neef en nicht. Het huis was oorspronkelijk eigendom van haar grootvader, maar was geërfd door haar vader. In 1658 verhuisde ze met Lambertus, die theologie ging studeren, naar Leiden, ook omdat daar veel familieleden woonden. Vanaf mei 1660 leefde Maria in Utrecht, vermoedelijk als leerlinge in het atelier van stillevenschilder Jan Davidsz. de Heem, die haar sterk beïnvloedde.
Na zes jaar vertrok ze naar Amsterdam, om als assistente van Willem van Aelst aan de slag te gaan. Tevens gaf ze zelf les aan Geertje Pieters, (volgens het Rijksbureau voor Kunsthistorische Documentatie ook gekend als Geertgen Wyntges) en kreeg ze langzamerhand erkenning als schilderes: haar kunstwerken waren zeer geliefd onder de Amsterdamse gegoede burgerij, en de Florentijnse prins Cosimo III de' Medici vergeleek haar met haar leermeester Van Aelst. De definitieve internationale doorbraak van Van Oosterwijck kwam rond 1668 met de verkoop van haar Vanitas met hemelglobe aan keizer Leopold I van het Heilige Roomse Rijk, dat tegenwoordig in het Weense Kunsthistorisches Museum hangt. Vanaf dat moment was ze zeer populair onder Europese vorstenhuizen en andere hoge edelen. Van Oosterwijcks inkomsten stelden haar in staat een pand aan de Keizersgracht tegenover het atelier van Van Aelst te betrekken, en ze stond in 1675 en 1677 borg voor het losgeld dat voor de bevrijding van een aantal gegijzelde matrozen uit Maassluis in Algiers moest zorgen. Haar broer Lambertus was op dat moment burgemeester van de Zuid-Hollandse gemeente.

### Toppunt van haar populariteit

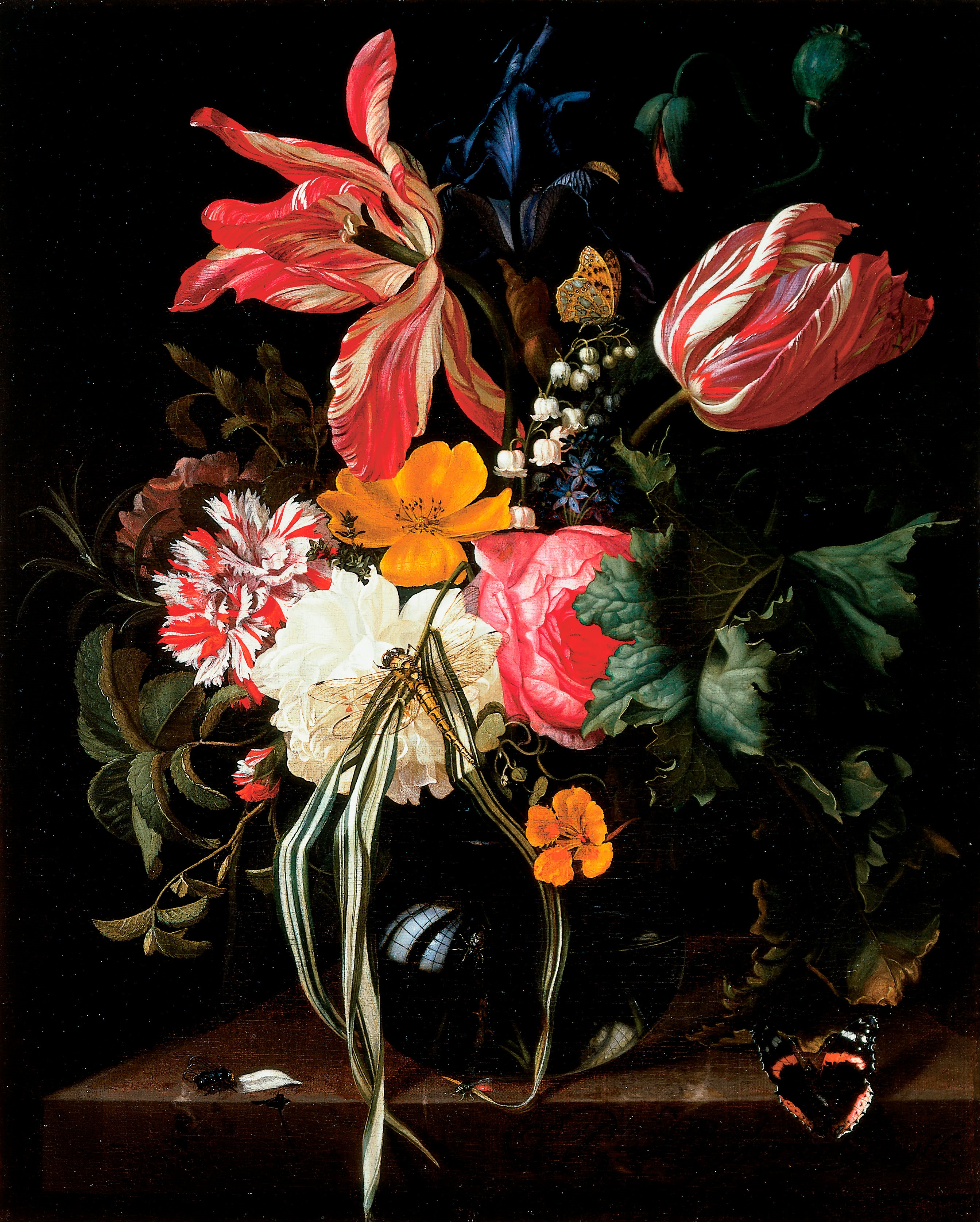
"Vaas met Tulpen, Rozen, en andere Bloemen met Insecten" (1669)

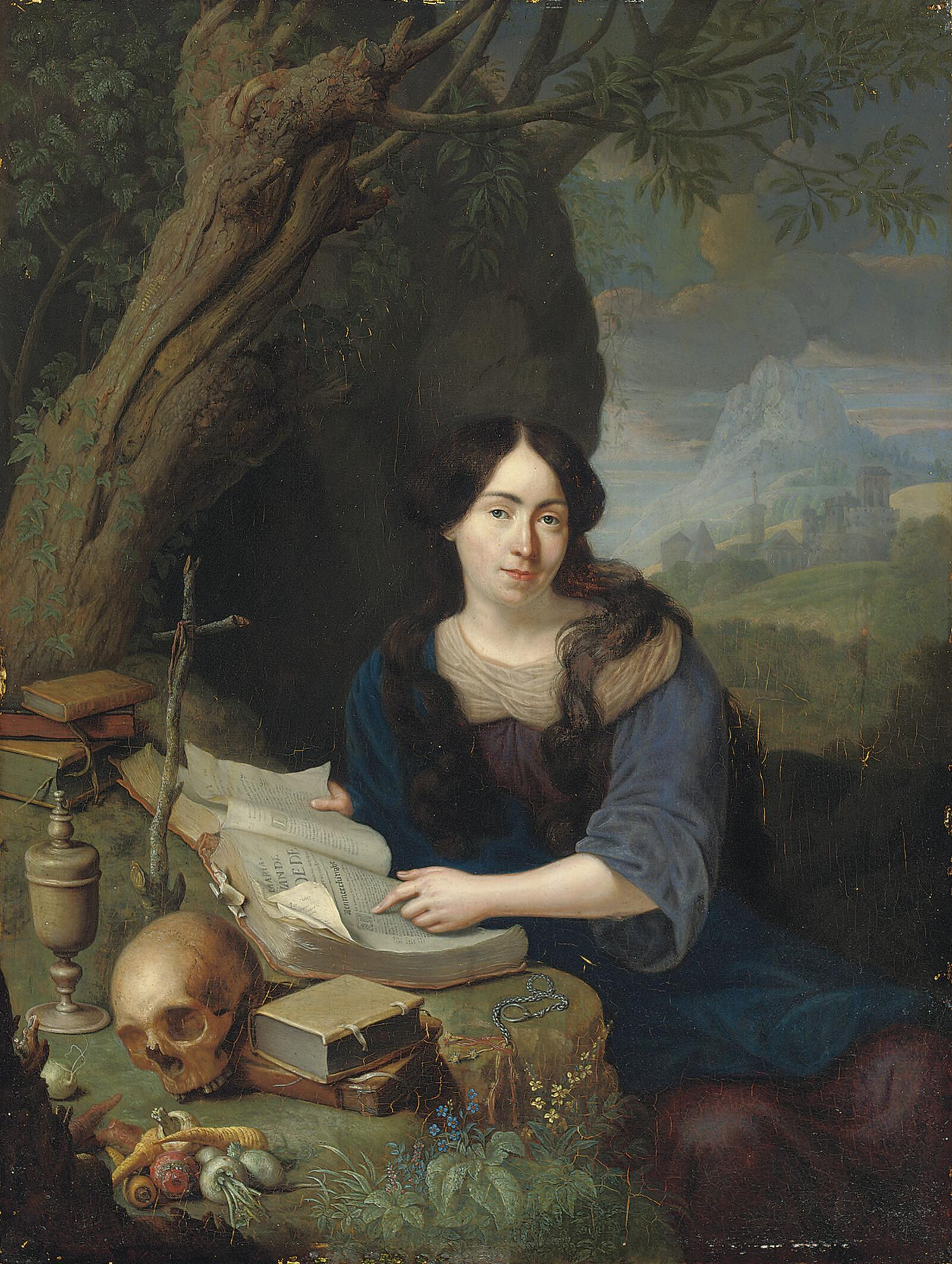
Portret van een onbekende dame afgebeeld als Maria Magdalena, waarschijnlijk Maria van Oosterwijck (Pieter Leermans)

Haar beste periode beleefde Van Oosterwijck in de jaren tachtig van haar eeuw. Haar werk werd gekenmerkt door de grote precisie en nauwkeurig uitgekozen bloemen, die ze eerst in de hortus botanicus bestudeerde en schetste. Daarnaast maakte ze vaak gebruik van fruit en insecten om haar schilderijen te verlevendigen. Ook verwerkte de Nootdorpse zelfportretten in de weerspiegeling van de vazen die ze schilderde, iets wat haar leermeester Van Beijeren ook geregeld deed.
Haar populariteit onder de Europese adel garandeerde haar financiële zekerheid in een voor veel schilders moeilijke periode. Zo kocht Jan III Sobieski van Polen in 1684 drie schilderijen voor het toentertijd enorme bedrag van 2400 gulden, en Johan George III van Saksen betaalde 1500 gulden voor hetzelfde aantal schilderijen, die hij in 1688 tijdens een reis via Den Haag onder ogen kreeg. Zelfs zonnekoning Lodewijk XIV van Frankrijk had een werk van Van Oosterwijck in zijn bezit, en twee schilderijen die door de Engelse koning-stadhouder Willem III en zijn vrouw Maria Stuart waren aangekocht behoren nog steeds tot de Engelse koninklijke collectie in Hampton Court in Londen.

### Laatste jaren voor het overlijden
In 1690, op zestigjarige leeftijd, stopte Van Oosterwijck met schilderen, en trok zich terug in haar atelier. Na haar voltooide werken te hebben verkocht verhuisde ze naar Uitdam, waar haar neef Jacobus van Assendelft als predikant actief was. Vermoedelijk heeft ze in die laatste periode voor haar dood nog enkele kleinere werken geschilderd, maar daar is geen bewijs van. Op 12 november 1693, drie jaar na de verhuizing, overleed Van Oosterwijck. Ze werd begraven op het lokale kerkhof, waar het graf niet behouden is gebleven.
Maria van Oosterwijck was in haar tijd hooggewaardeerd en haar schilderijen brachten topprijzen op. In de afgelopen twee eeuwen zakte die belangstelling enigszins maar op dit moment (2008) worden voor haar werken weer hoge bedragen betaald.

### Trivia
- Van Oosterwijck was sinds haar jeugd goed bevriend met de geleerde Constantijn Huygens, die een gedicht aan haar wijdde.
- Ondanks haar populariteit was het Van Oosterwijck vanwege haar geslacht verboden lid te worden van een gilde.
- Van Oosterwijck is nooit getrouwd geweest. De schilder Willem van Aelst, die zich eveneens toelegde op stillevens, heeft haar ooit een aanzoek gedaan, maar omdat ze wist dat hij een schuinsmarcheerder was wees ze hem af. Wel behielden ze hun vriendschappelijke relatie.
- In april 2013 werd door PostNL een postzegel uitgebracht van Maria van Oosterwijck en vijf andere bijzondere vrouwen uit de Nederlandse geschiedenis, in het kader van het verschijnen van het boek (en de tentoonstelling) 1001 vrouwen.